# Johann Friedrich Lorenz
Johann Friedrich Lorenz (20 de noviembre de 1737 - 16 de junio de 1807) fue un matemático y educador alemán.

## Semblanza
Lorenz nació en 1737 en la localidad e Halle, Sajonia. Era hijo del empresario Johann David Lorenz, también originario de Halle. Asistió a la escuela del orfanato (Fundaciones Francke) y a la universidad en su ciudad natal. Estudió teología protestante de 1754 a 1758 y luego fue tutor de la familia Nostitz en la Alta Lusacia. En 1763 se convirtió en profesor en la escuela del orfanato en Halle, en 1769 pasó a ser subdirector de la escuela primaria en el casco antiguo de Magdeburg, en 1772 rector de la escuela de la ciudad en Burg bei Magdeburg y en 1775 profesor titular de pedagogía en Klosters Berge, cerca de Magdeburgo, donde enseñó historia, filosofía y más tarde matemáticas y ciencias naturales. En 1796 se convirtió en profesor. También fue subdirector de la escuela con Johann Gottfried Gurlitt. En 1806 se retiró.
Editó los Elementos de Euclides, traducidos del griego al alemán hacía poco tiempo, y escribió un resumen de las matemáticas en varios volúmenes (Esquema de las matemáticas puras y aplicadas), en el que todavía estaba trabajando después de su retiro causado por la agitación de las guerras napoleónicas, pero que quedó inconclusa. Una quinta edición del trabajo fue publicada en 1820 por Christian Gerling en Marburgo. También escribió un libro de texto sobre botánica.
En 1798 se convirtió en miembro correspondiente de la Academia de Ciencias de Gotinga. Falleció en Magdeburgo en 1807.

## Publicaciones
- "Euklids sechs erste Bücher der geometrischen Anfangsgründe zum Gebrauch der Schulen" (Los seis primeros libros de Euclides sobre los fundamentos geométricos para el uso en las escuelas), del griego, Halle 1773 (prefacio Johann Andreas Segner)
- "Predigt über die Werke der Natur" (Sermón sobre las obras de la naturaleza), Leipzig 1774
- "Euclid's Elements" (Elementos de Euclides), 15 libros, del griego, Halle 1781, 6a edición 1840
- "Grundriß der theoretischen und praktischen Botanik für Schulen" (Esquema de botánica teórica y práctica para escuelas), Leipzig 1781
- "Abriß der Technischen Mathematik" (Esquema de las matemáticas técnicas), Leipzig 1786
- "Die Elemente der Mathematik in sechs Büchern" (Los Elementos de las Matemáticas en seis libros), 2 volúmenes, 1785/86, 2da edición en 3 volúmenes 1793 a 1797
- "Grundriß der reinen und angewandten Mathematik oder erster Cursus der gesamten Mathematik" (Esquema de matemáticas puras y aplicadas o primer curso de todas las matemáticas), Th.1 - 2 y apéndice 1791-1792 (Libro digitalizado)
- "Grundriß der reinen und angewandten Mathematik oder erster Cursus der gesamten Mathematik" (Esquema de matemáticas puras y aplicadas o primer curso de todas las matemáticas), 2 volúmenes, 1791, 1792, sexta edición, 1835 a 1837
- "Lehrbegriff der Mathematik" (El concepto de las matemáticas), 2 volúmenes, 1803 a 1806